# Bondoukou
Bondoukou  est une ville du Nord-Est de la Côte d'Ivoire, chef-lieu de la région administrative de Gontougo et la capitale du district du Zanzan, proche du Ghana. En 2021, sa population est estimée à 141 568 habitants. Elle est située en plein cœur du Pays Zanzan.
La ville est connue pour ses nombreuses mosquées, d'où l'appellation de « la ville aux mille mosquées », et aussi pour sa forte diversité ethnique. Elle est aussi connue comme la ville où apparaît la lune en premier pour annoncer la fin du Ramadan.

### Localisation

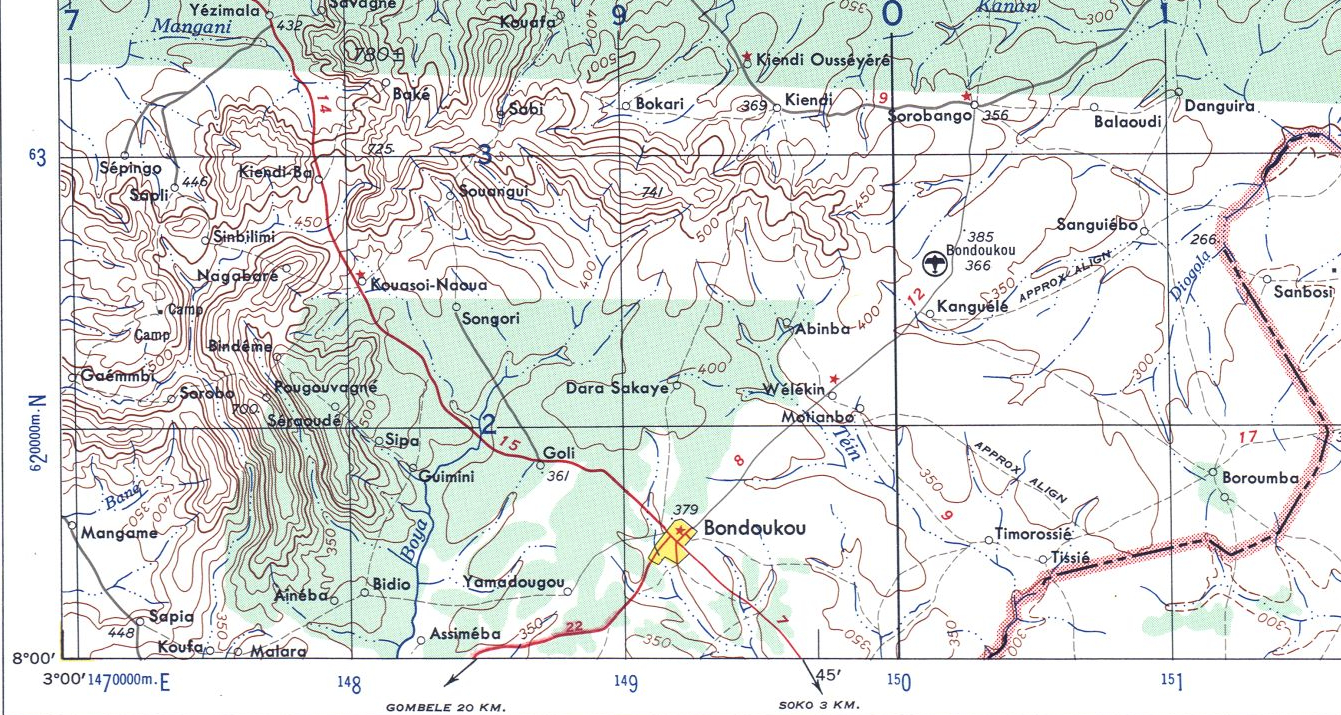
Carte des environs de Bondoukou (1957).

## Géographie

### Climat
| Mois                                | jan. | fév. | mars | avril | mai | juin | jui. | août | sep. | oct. | nov. | déc. |
| ----------------------------------- | ---- | ---- | ---- | ----- | --- | ---- | ---- | ---- | ---- | ---- | ---- | ---- |
| Température minimale moyenne (°C)   | 18   | 20   | 21   | 22    | 21  | 20   | 20   | 20   | 20   | 20   | 19   | 18   |
| Température moyenne (°C)            | 26   | 28   | 28   | 28    | 27  | 26   | 25   | 25   | 25   | 26   | 26   | 25   |
| Température maximale moyenne (°C)   | 34   | 36   | 35   | 34    | 33  | 31   | 30   | 30   | 30   | 31   | 32   | 32   |
| Nombre de jours avec précipitations | 0    | 0    | 2    | 2     | 1   | 3    | 3    | 3    | 3    | 2    | 0    | 0    |

## Administration
Une loi de 1978 a institué 27 communes de plein exercice sur le territoire du pays.
| Date d'élection | Identité           | Parti       | Qualité               | Statut |
| --------------- | ------------------ | ----------- | --------------------- | ------ |
| 1980            | Fétigué Koulibaly  | PDCI-RDA    | Administrateur        | élu    |
| 1985            | Yaya Ouattara      | PDCI-RDA    | Homme politique       | élu    |
| 1990            | Lamine Ouattara    | PDCI-RDA    | Gestionnaire          | élu    |
| 1995            | Félix Kouakou Dapa | PDCI-RDA    | Financier             | élu    |
| 2001            | Félix Kouakou Dapa | PDCI-RDA    | Financier             | élu    |
| 2013            | Koné Hiliassou     | Indépendant | Informaticien         | élu    |
| 2023            | Ouattara Azoumanan | Indépendant | Professeur d'Histoire | élu    |

## Histoire

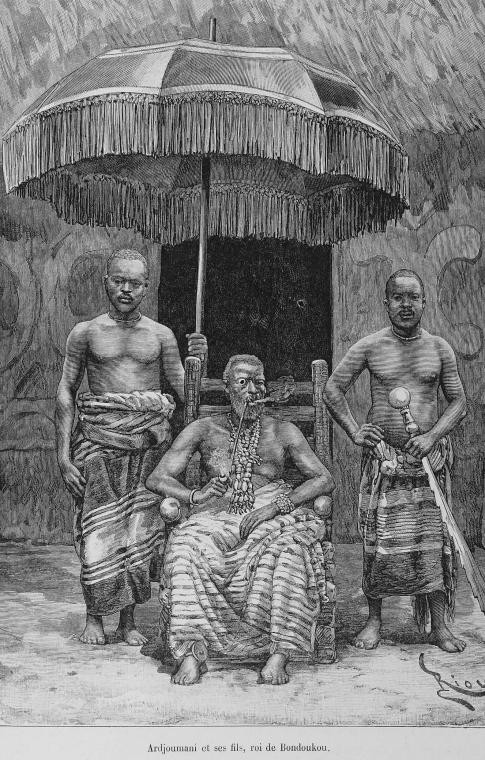
« Adjoumani et ses fils, roi de Bondoukou » (gravure Édouard Riou, 1892)

Marcel Treich-Laplène y arrive en septembre 1888, mais a déjà quitté la ville lorsque Louis-Gustave Binger y entre, le mardi 4 décembre 1888.
Binger consacre le chapitre XIII de son récit de voyage, Du Niger au golfe de Guinée à Bondoukou. Il en retrace d'abord l'histoire : « Bondoukou ou Bitougou est plus ancienne que Djenné : sa fondation est antérieure à 1043. D'après Ahmed Baba, qui la désigne sous le nom de Bitou, c'est en faisant le commerce du sel de Téghasa et de l'or de Bitou que Djenné s'est enrichie. Il suffit, du reste, de se promener dans Boudoukou pour acquérir la certitude qu'on est en présence d'une des plus vieilles cités soudaniennes : les cendres, détritus et ordures atteignent plusieurs mètres d'épaisseur... ». Il décrit ensuite la ville, ses quartiers et ses habitations  puis sa population qu'il évalue à « environ 2 500 à 3 000 habitants ».
Binger étudie les ressources de la ville, en explique les spécialités alimentaires  puis analyse longuement son marché, ses commerces et son industrie. Il n'hésite pas à écrire : « Bondoukou peut sans contredit prendre le titre d'entrepôt d'articles d'Europe... ».

## Société

### Démographie
| Rec. 1975 | Rec. 1988 | Est. 2010 | 2021    |
| --------- | --------- | --------- | ------- |
| 19 021    | 33 051    | 64 258    | 141 568 |

### Éducation

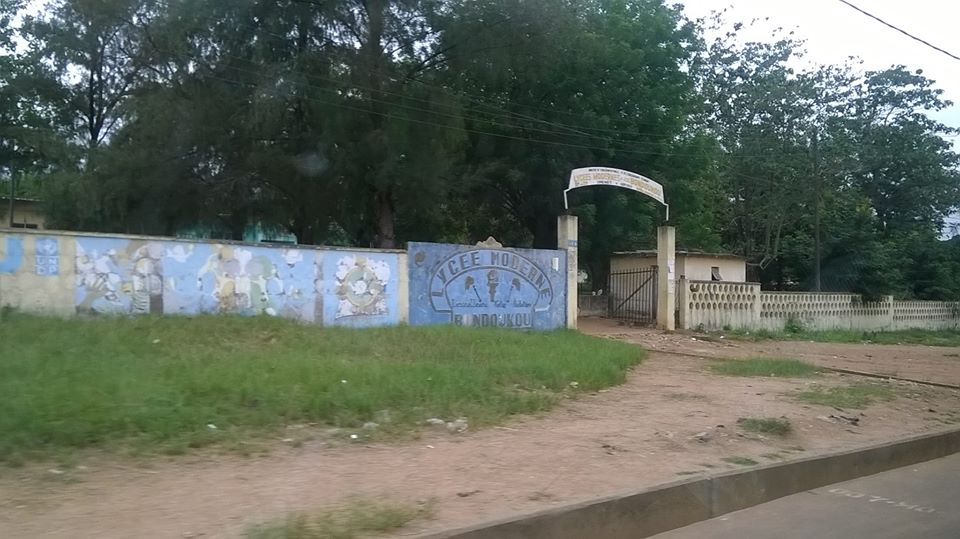
L'entrée principale du Lycée Moderne de Bondoukou

Le département compte 244 écoles primaires dont six privées et dix établissements secondaires dont six privés.
Le 15 juin 2023 la seule université de la ville ouvre ses portes avec un effectif de 3000 étudiants.Elle est désignée comme une université thématique chargée d'assurer la formation initiale et continue dans les domaines scientifiques, culturel et professionnelle. Sa mission principale est d'assurer la formation des cadres scientifiques, spécialistes du développement local, rural et communautaire.
C'est à Elima, au sud du pays, que sera créée la première école officielle, le 8 août 1887 avec pour instituteur Fritz-Émile Jean d'heur venu d'Algérie. Elle comptait alors 33 élèves africains qui seront les premiers lecteurs en langue française. Elle fonctionnera pendant 3 ans avant d'être transférée en 1890 à Assinie par Marcel Treich-Laplène, le nouveau résident de France. Le 1er mars 1904, il y avait 896 élèves en Côte d'Ivoire pour une population estimée un peu supérieure à 2 millions d'habitants.
Bondoukou accueillera l'une des 18 écoles de village créées en 1903. Elle comportait 32 élèves encadrés par un instituteur.

### Santé
La ville dispose d'un Centre Hospitalier Régional.
Concernant la psychiatrie, l'Association Saint Camille de Lellis est présente à Bondoukou et y a un centre spécialisé en psychiatrie communautaire.

### Langues
Depuis l'indépendance, la langue officielle dans toute la Côte d'Ivoire est le français. La langue véhiculaire, parlée et comprise par la majeure partie de la population, est le Dioula mais la langue vernaculaire de la région est le Koulango. Le français effectivement parlé dans la région, comme à Abidjan, est communément appelé le français populaire ivoirien ou français de dago qui se distingue du français standard par la prononciation. Une autre forme de français parlé est le nouchi, un argot parlé surtout par les jeunes et qui est aussi la langue dans laquelle sont écrits 2 magazines satiriques, Gbich! et Y a fohi. Le département de Bondoukou accueillant de nombreux Ivoiriens issus de toutes les régions du pays, toutes les langues vernaculaires du pays, environ une soixantaine, y sont pratiquées.

### Religion
Surnommée la ville aux mille mosquées, Bondoukou est une ville à majorité musulmane, comptant de nombreux édifices religieux dont la mosquée dite de Samory.
Bondoukou est le siège d'un évêché catholique créé, le 3 juillet 1987.
Il existe aussi des édifices chrétiennes (protestant, évangélique et catholique). La plus importante cathédrale du nom de sainte-Odile est inaugurée le 28 Août 1987, le jubilé de ses 75ans a été fêté en 2015.

## Économie
Bondoukou possède un aérodrome (code AITA : BDK).

## Sport
La ville compte un club de football, le Sacraboutou Sports de Bondoukou, qui évolue en MTN Ligue 2. C'est dans cette ville que se trouve le Stade Imam Ali Timité où joue le Satellite FC, club de football basé au Plateau, à Abidjan.